# Distrito de Huayacundo-Arma
El distrito de Huayacundo-Arma es uno de los dieciséis que conforman la provincia de Huaytará, ubicada en el departamento de Huancavelica, en la zona de los Andes centrales del Perú.
Desde el punto de vista jerárquico de la Iglesia católica, forma parte de la diócesis de Huancavelica.

## Etimología
El nombre del distrito podría provenir de las voces quechuas waylla, 'prado' y quntu, aroma; lo que junto significaría "aroma o perfume del prado". El añadido "Arma", provendría del río Arma o Quito-Arma, que discurre por el oeste del distrito, que a su vez proviene de la hispanización del nombre de la etnia prehispánica armawallu, originaria de la región.

## Historia
Fue creado mediante Ley N.º 14009 del 9 de febrero de 1962, en el segundo gobierno del presidente Manuel Prado Ugarteche.

## Geografía
Abarca una superficie de 12,81 km²....

## Autoridades

### Municipales
- - 2015-2018: ARMANDO MAGNO MELGAR MANRIQUE

- 2013 - 2014[2][3]
  - Alcalde: Gil Néstor Parra Ayquipa, Partido Perú Posible (PP).
  - Regidores: Yerson Eduardo Manrique Aparco (PP), Luisa Casimira Rodríguez Yauricaza (PP), Constantino Huamantupa Torres (PP), Medoneo Gelacio Huarancca Chuquihuaccha (PP), Juan Carlos Quispe Tito (Alianza para el Progreso).[4]
- 2011-2012
  - Alcalde: Víctor Huamantupa Barbarán.
- 2007-2010
  - Alcalde: Víctor Huamantupa Barbarán, Movimiento Regional Ayni.
- PRIMER ALCALDE: Félix Melgar Bellido.

### Policiales
- Comisario:  PNP.

### Religiosas
- Diócesis de Huancavelica[5]
  - Obispo de Huancavelica: Monseñor Isidro Barrio Barrio.[6]